# Unteres Schloss Gamburg

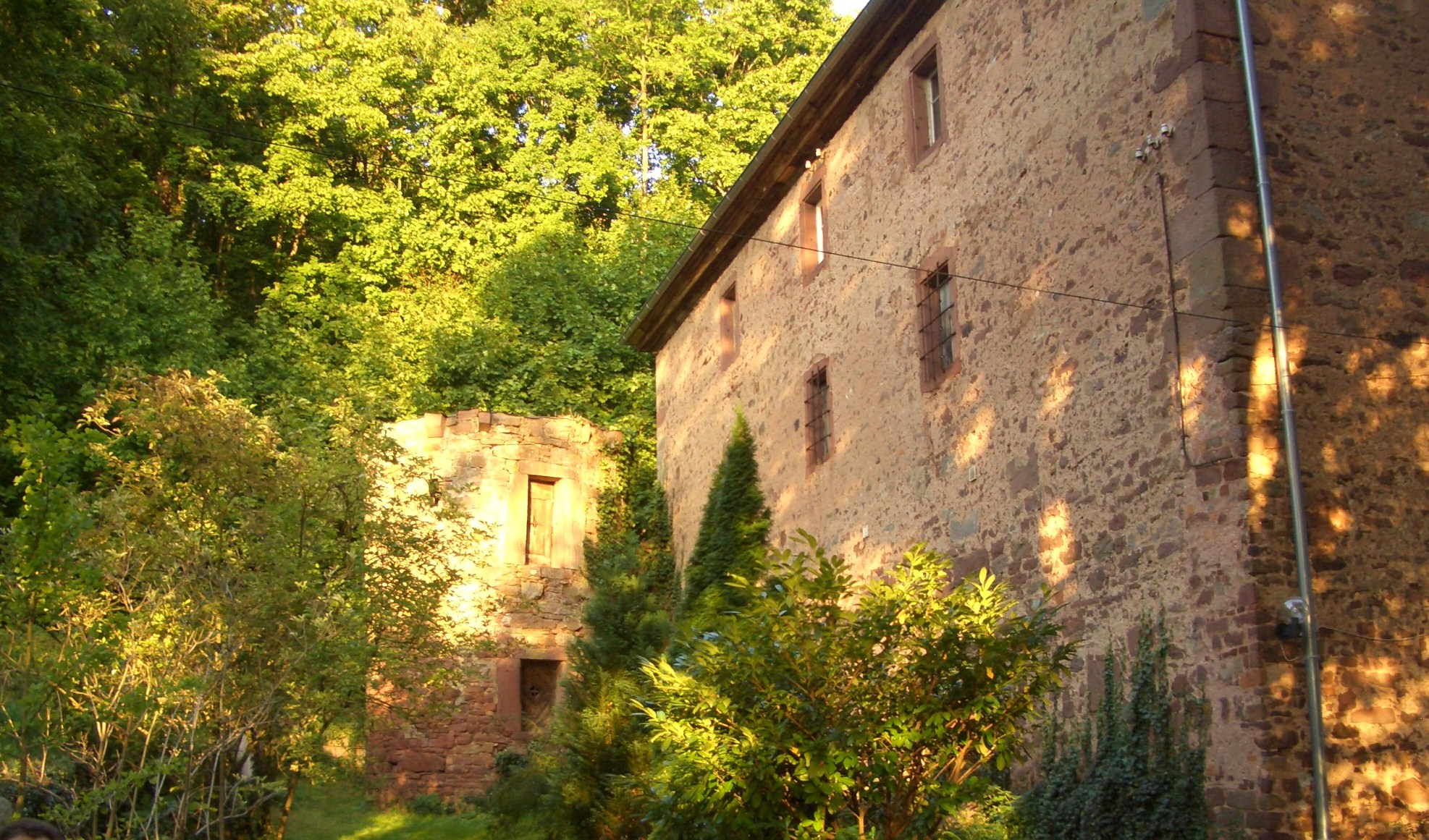
Unteres Schloss Gamburg

Das Untere Schloss Gamburg ist ein ehemaliger Freihof am Taubertalrand in Gamburg bei Werbach in Baden-Württemberg. Der Begriff Unteres Schloss entstand zur Unterscheidung von der Burg Gamburg, auch Oberes Schloss genannt.

## Geschichte
Das Untere Schloss Gamburg wurde 1522 von Johann Kuchenmeister erbaut. 1546 erwarb der am Ort ansässige kurmainzische Amtmann, Hofmeister und Rat Eberhard Rüdt von Collenberg alle mainzischen Besitzungen in Gamburg, darunter  das Obere Schloss (auch Burg Gamburg) und das Untere Schloss. Da dieser jedoch keine männlichen Nachkommen hatte, wurde das Erbe nach seinem Tod 1568 per Losentscheid auf seine drei Schwiegersöhne aufgeteilt. Eberhard Brendel von Homburg bekam das Untere Schloss, einen ehemaligen Freihof. Dietrich von Hattstein erhielt die Burg Gamburg. 1570 musste Dietrich von Hattstein mit seinem Schwager die Burg gegen das Untere Schloss aus Geldmangel für eine Ausgleichszahlung tauschen. Der Besitzer des Unteren Schlosses war ab 1570 daher Dietrich von Hattstein. Nachdem Dietrich von Hattstein ebenfalls ohne männliche Erben gestorben war, ging das Untere Schloss zu Beginn des 17. Jahrhunderts an seinen Schwiegersohn Franz von Kronenberg. Durch Heirat und Erbfall kam es um 1650 in den Besitz Johann Schweickhards von und zu Sickingen. 1686 verkaufte es dessen Sohn Franz von und zu Sickingen an das Juliusspital Würzburg. 1751 wurde der Grundstein für das Haupthaus (auch Amtsgebäude, Unteres Schloss oder Kellerei genannt) gelegt und 1753 wurde der Bau beendet. 1877 erwarb Geheimrat Carl Jakob Christian Adolf Gerhardt aus Berlin das Untere Schloss von der Stiftung Juliusspital Würzburg. Das Schloss blieb danach im Familienbesitz von dessen Nachkommen.

## Denkmalschutz
Das Unteres Schloss befindet sich am Hohlweg und steht als Kulturdenkmal der Gemeinde Werbach unter Denkmalschutz.

## Bekannte Bewohner
- Carl Jakob Christian Adolf Gerhardt, bekannter Arzt in Würzburg und Jena, später Leiter der Klinik Charité in Berlin, kaufte 1877 das Untere Schloss in Gamburg, das er für Ferienaufenthalte und zur Entspannung für seine Familie und seine Freunde renovieren ließ.[4]
- Joseph Archer Crowe, britischer Journalist und Diplomat, Schwager und Freund von Carl Gerhardt, bekannter Maler (unter anderem Ansichten von Gamburg), lebte im Unteren Schloss.[5]
- das Archäologen-Ehepaar Michael und Gerta Maaß-Lindemann (2007 bis 2019).